# Микокка, Джованни
Джова́нни Мико́кка (Мико́кки) (итал. Giovanni Micocca (Micocchi); 1763, Рим — 28 марта 1825, Рим) — итальянский художник, ученик Антонио Кавалуччи.

## Биография
Джованни Микокка родился в Риме в 1763 году в семье Доменико и Гертруды Анджеллини, крещён 8 марта в церкви Санто Крисогоно. Он был в семье третьим из четырёх детей. Микокка был официально зарегистрирован в 1769 году. Вместе с ним в доме «по улице Винароли» в приходской церкви Санта Чечилия в Трастевере значатся родители, сёстры Роза и Мария Клементина и брат Даниэле Мария, родившийся в 1750 году, ставший позднее монахом ордена Святого Иоанна Божьего, а также работавший художником-ремесленником в Риме у Папы Пия VI.
С 1813 до конца жизни Микокка с женой Анной Ломбарди и детьми Гаэтано, Аньезе, Бальбиной и Каролиной жил в Риме на Площади Барберини в доме принца Пренесте Маффео.
Джованни Микокка умер в Риме 28 марта 1825 года и был похоронен на монастырском кладбище Сан-Бернардо-алле Терме.

## Творчество

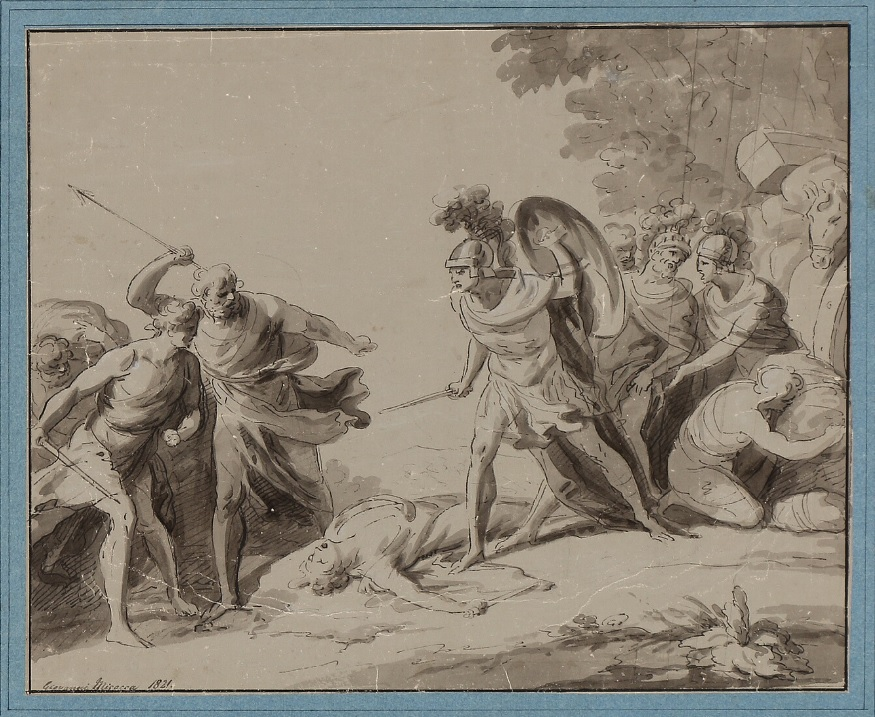
Дж. Микокка. «Сцена с солдатами», эскиз, 1821.

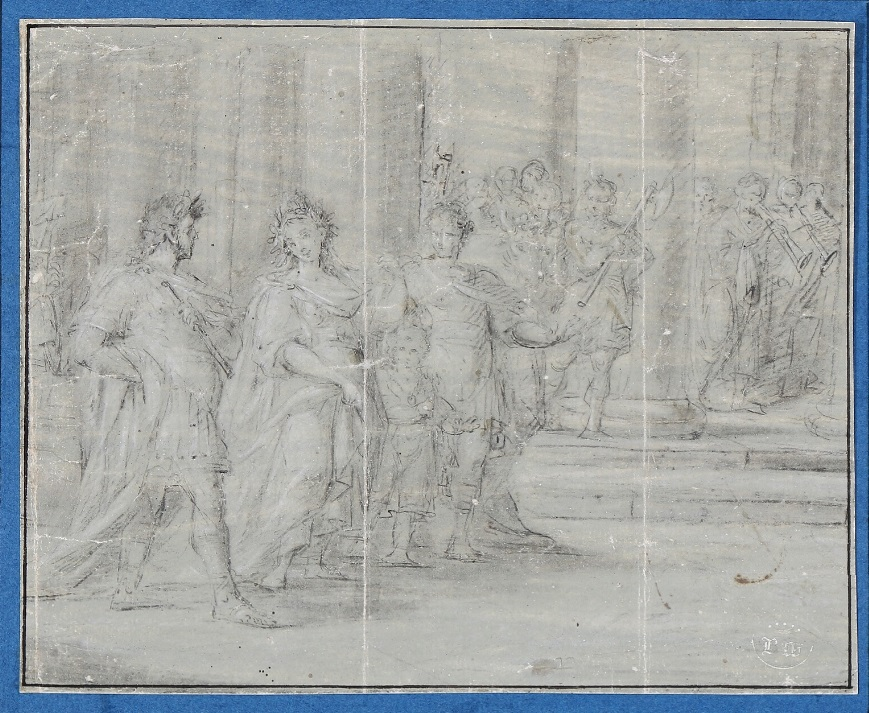
Дж. Микокка. Эскиз. Бумага, карандаш.

Джованни Микокка был наиболее известным учеником и постоянным помощником Антонио Кавалуччи. Первыми его работами, упоминаемыми в источниках, считаются две уменьшенных размеров копии работ Кавалуччи, изображающие Непорочность и Покаяние. Эти копии Микокка выполнил для монаха Антона Марии Гриффи из монастыря Св. Бартоломея в Ровиго, с которым Кавалуччи познакомился в 1787 году во время своего путешествия по северу Италии. Также для Гриффи Микокка выполнил и другие работы, это были уменьшенная копия «Мистического обручения Св. Катерины» Антонио Аллегри, прозванного Корреджо, и копия одной из мадонн Рафаэля.
На протяжении 1790-х годов Микокка работал со своим учителем, и в основном в Риме. За этот период он принял участие в создании полотна «Крестный ход» для церкви Сан-Франческо-ди-Паола в Риме и там же выполнил сцены «Иисус, осужденный синедрионом» и «Иисус, отвергнутый Петром». В 1795 году Микокка завершил фрески в кармелитской церкви Сан-Мартино-аи-Монти. Роспись этой базилики была последним творением Антонио Кавалуччи, который скончался в том же 1795 году. Работа проводилась по заказу кардинала Франческо Саверио де Дзелада. Для этой же церкви Микокка создал небольшое полотно круглой формы «Се человек» («Ecce Homo»), которое располагается в центре деревянных хоров.
Микокка был принят в состав папской Академии Виртуозов при Пантеоне. С 1811 года он являлся членом правления Академии. В 1812 году он получил крупный заказ для оформления зала в новом императорском дворце ди Монтекавалло (Квиринальский дворец).

## Оценка творчества и критика
Своими современниками Микокка признавался в основном как реставратор и копиист. До нас дошло значительное количество копий, выполненных им, и сравнительно небольшое количество его оригинальных работ. На его становление реставратором в значительной степени повлияла долгая практика копирования картин старых мастеров, которой Микокка был преимущественно занят в мастерской своего учителя Антонио Кавалуччи. Согласно Де Росси, у Каваллуччи было немного учеников, и среди них — Микокка, который «обучался у него живописи с самого начала» и «к которому маэстро был особенно благосклонен». Верность и последовательность своему учителю не могли не сказаться на творчестве Джованни Микокки, который настолько освоил стиль своего учителя, что практически подражал ему. В период проведения оформительских работ в церкви Сан-Мартино-аи-Монти в 1795 году, Антонио Кавалуччи скончался. Завершал эти работы Джованни Микокка, который был одним из помощников Кавалуччи в росписи этой церкви. Профессор римского университета Лилиана Барроеро разъясняет роль Микокки в росписи этой церкви. Основываясь на подробных свидетельствах Де Росси, Барроеро смогла отнести Кавалуччи замысел и исполнение эскизов фигур святых Карло Борромео, Сильвестро, Мартина и Франциска Ксаверио и финальную фигуру Св. Карло. Остальные подготовительные материалы и связанные с ними законченные изображения — Предвечный Отец, Дева Мария с младенцем, святые Петр, Павел, Тереза Авильская, Андреа Корсини, Мария Магдалина де Пацци, Петр Тома — все они, по большей части, принадлежат кисти Микокки, который их разработал сам или выполнил по акварельным эскизам, оставленным Кавалуччи. По словам Барроеро, конечный результат получился высококачественным. Композиция этой декорации, которую Микокка осознал бы сам, на самом деле раскрывает «стремление помощника […] не нарушать целостность и связность композиции», начатой Каваллуччи.
Джованни Микокка включён Энрико Келлером в 1824 году в список исторически значимых художников.